# Christian Knoop
Christian Knoop (* 22. April 1961) ist ein ehemaliger deutscher Fußballspieler, der 1989 für die BSG Stahl Brandenburg in der DDR-Oberliga aktiv war.

## Sportliche Laufbahn
Knoop begann mit dem organisierten Fußball als Elfjähriger bei der BSG Stahl Brandenburg. Nachdem er alle Nachwuchsmannschaften durchlaufen hatte, spielte er die meiste Zeit mit der 2. Mannschaft der BSG Stahl in der drittklassigen Bezirksliga Potsdam. In der Saison 1983/84 wurde die 1. Mannschaft Staffelsieger in der zweitklassigen DDR-Liga und stieg nach dem Gewinn der Aufstiegsrunde in die Oberliga auf. Daran war Knoop mit drei Punktspieleinsätzen und einem Tor beteiligt. Im offiziellen Aufgebot für die Oberligasaison 1984/85 wurde Knoop als Verteidiger gemeldet, kam aber nicht zum Einsatz. In den Spielzeiten 1985/86 bis 1988/89 gehörte er wieder zum Kader der 2. Mannschaft. Erst in der Rückrunde der Saison 1988/89 holte ihn Trainer Peter Kohl wieder in die Oberligamannschaft zurück, nachdem mehrere Stammspieler ausgefallen waren. Zwischen dem 17. und 26. Spieltag setzte Kohl Knoop in sechs Spielen als Verteidiger ein, wobei Knoop viermal in der Startelf stand. Obwohl er für die Saison 1989/90 wieder im offiziellen Oberliga-Aufgebot genannt wurde, blieb Knoop erneut unberücksichtigt. Auch später erschien er nicht mehr im höherklassigen Fußball.